# Arboretum de Trsteno
L'arboretum de Trsteno est un arboretum situé sur le territoire de la ville croate de Trsteno.
Fondé par la famille di Gozze, l'arboretum contient la plus ancienne collection d'arbres et de plantes exotiques du pays et est réputé pour être l'un des plus anciens du monde.

## Situation
L'arboretum, situé à environ 18 km au nord-ouest de la ville de Dubrovnik, au sud de la Croatie, est établi le long de la route côtière entre les villages d'Orašac et de Slano.
C'est le seul arboretum de la côte orientale de l'Adriatique.

## Culture populaire
Dans la troisième saison de la série télévisée Game of Thrones, l'arboretum de Trsteno est utilisé en tant que jardin des Tyrell dans Port-Réal.

## Galerie

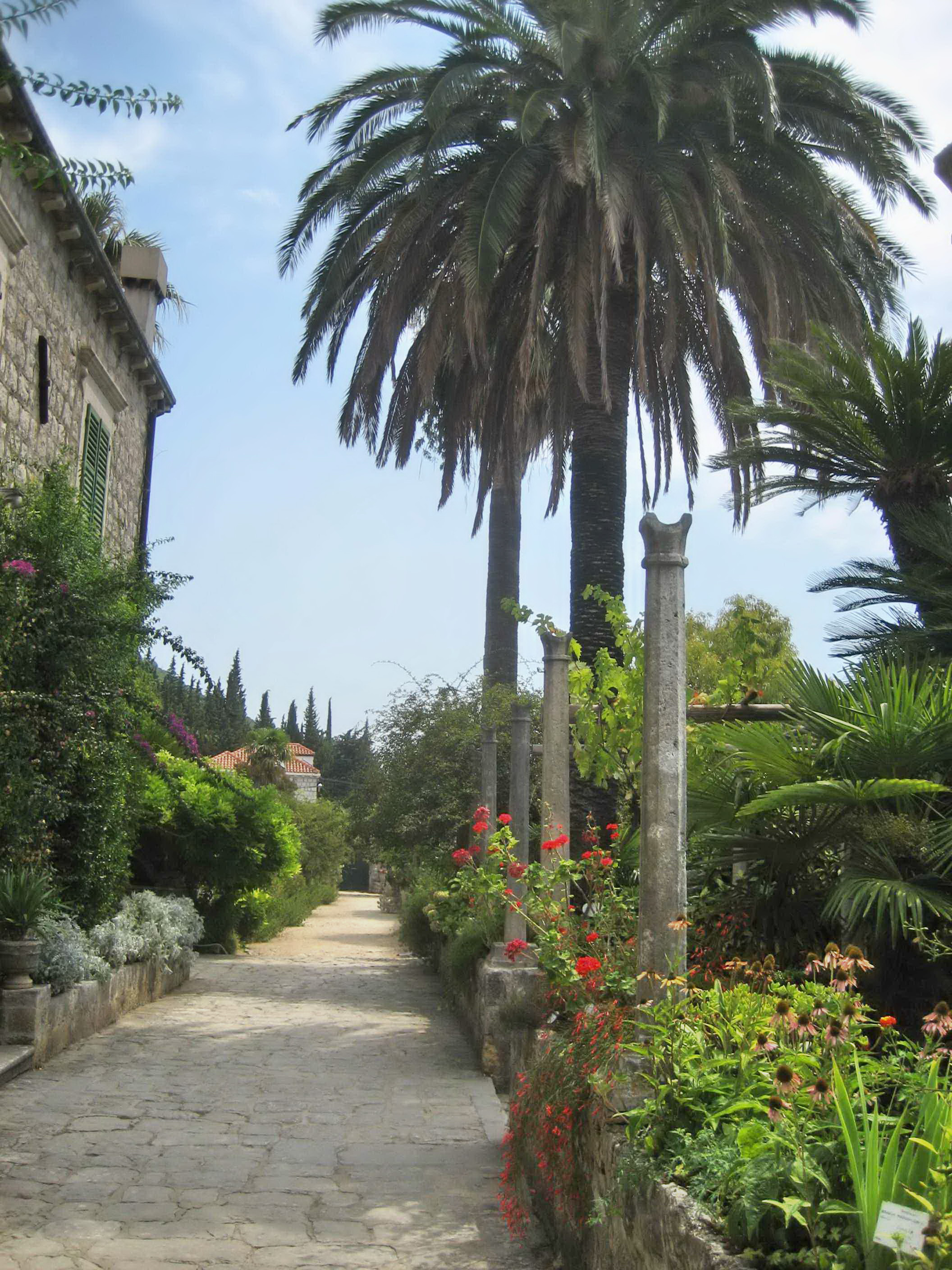
Arboretum de Trsteno
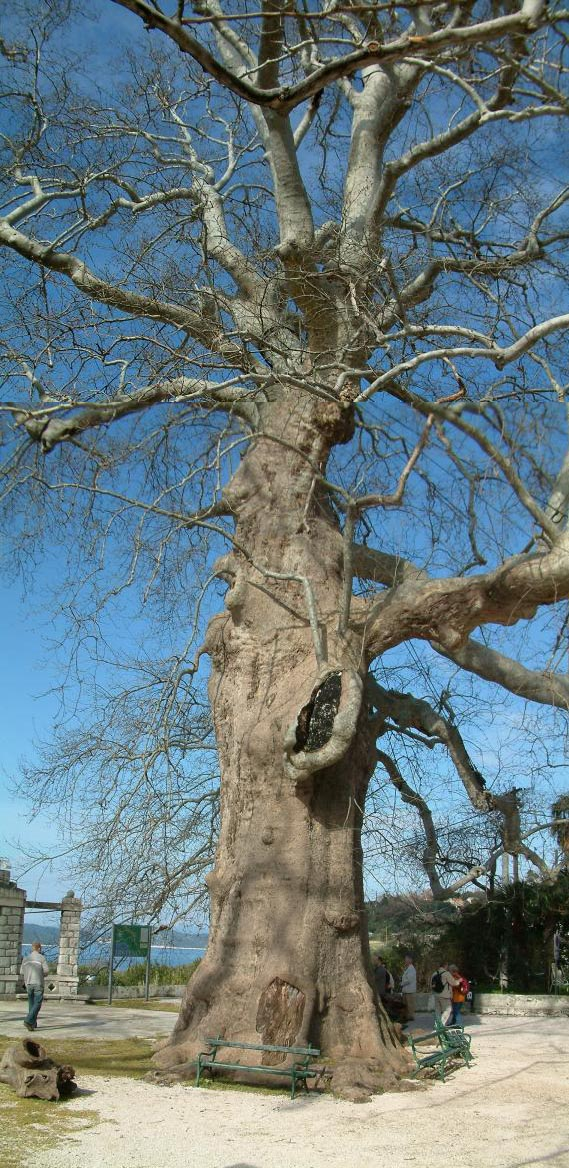
Platane de plus de 500 ans présent à Trsteno.
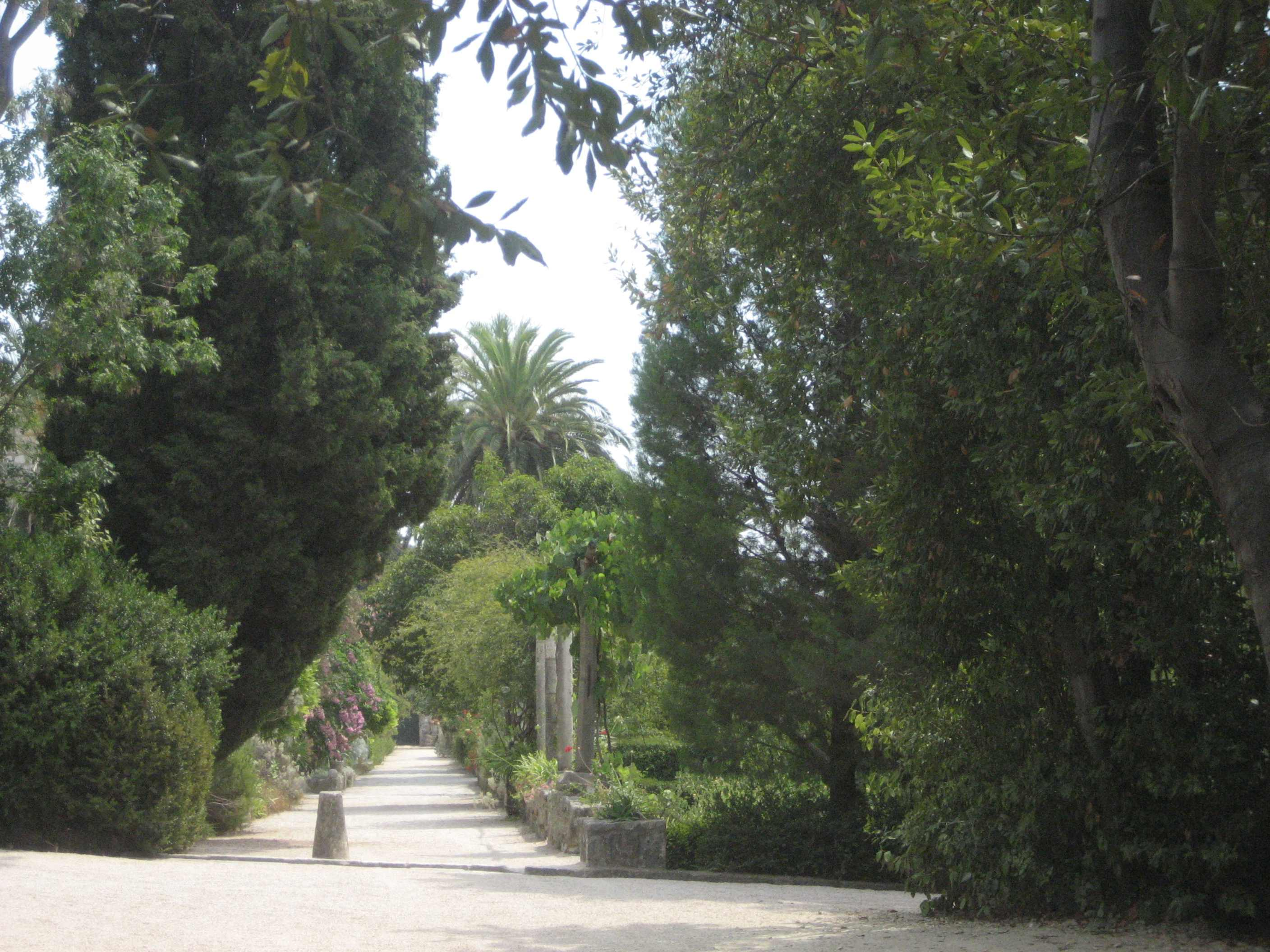
Arboretum de Trsteno.
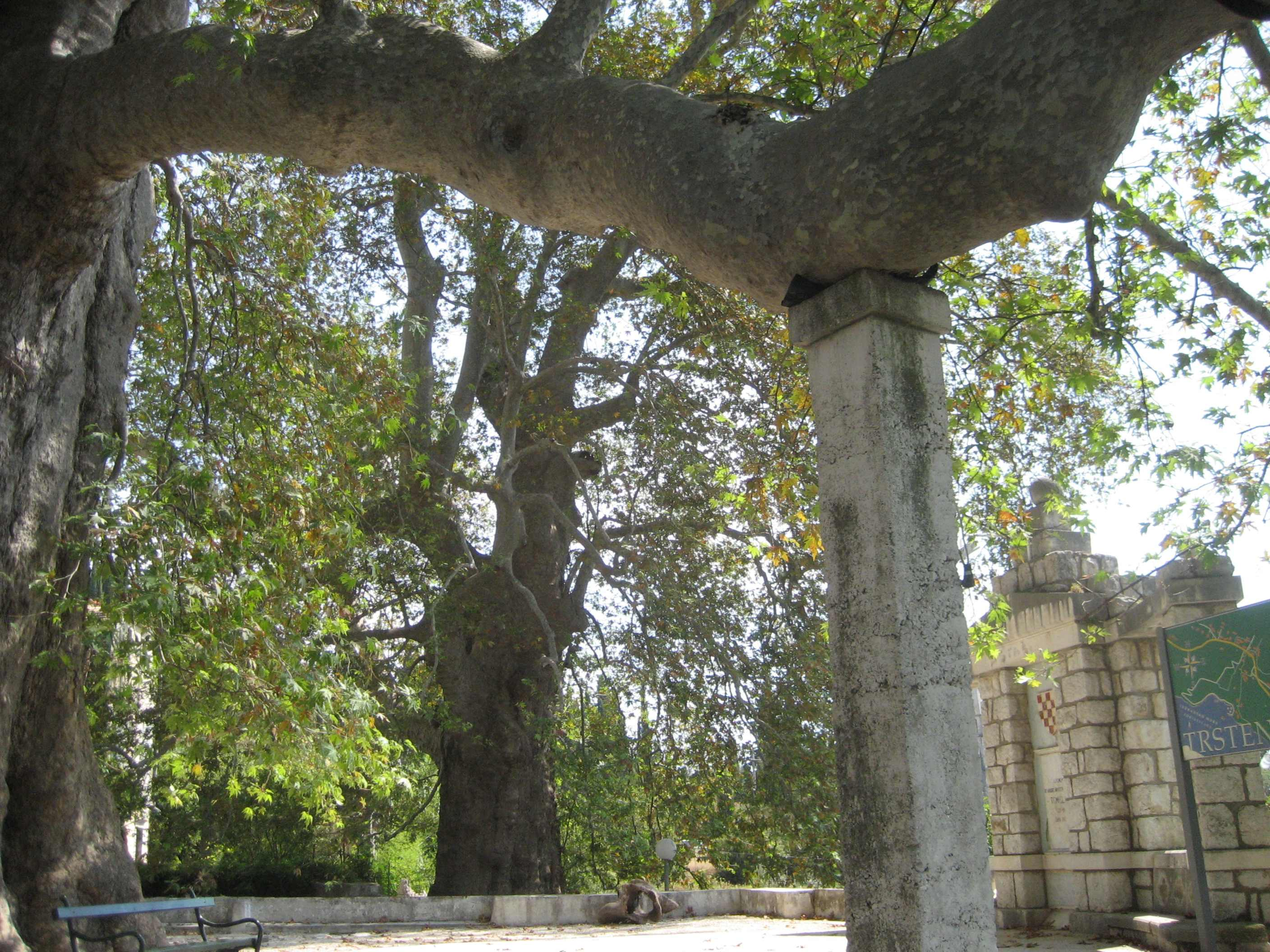
Platanes âgés d'environ 500 ans à l'entrée de l'arboretum.
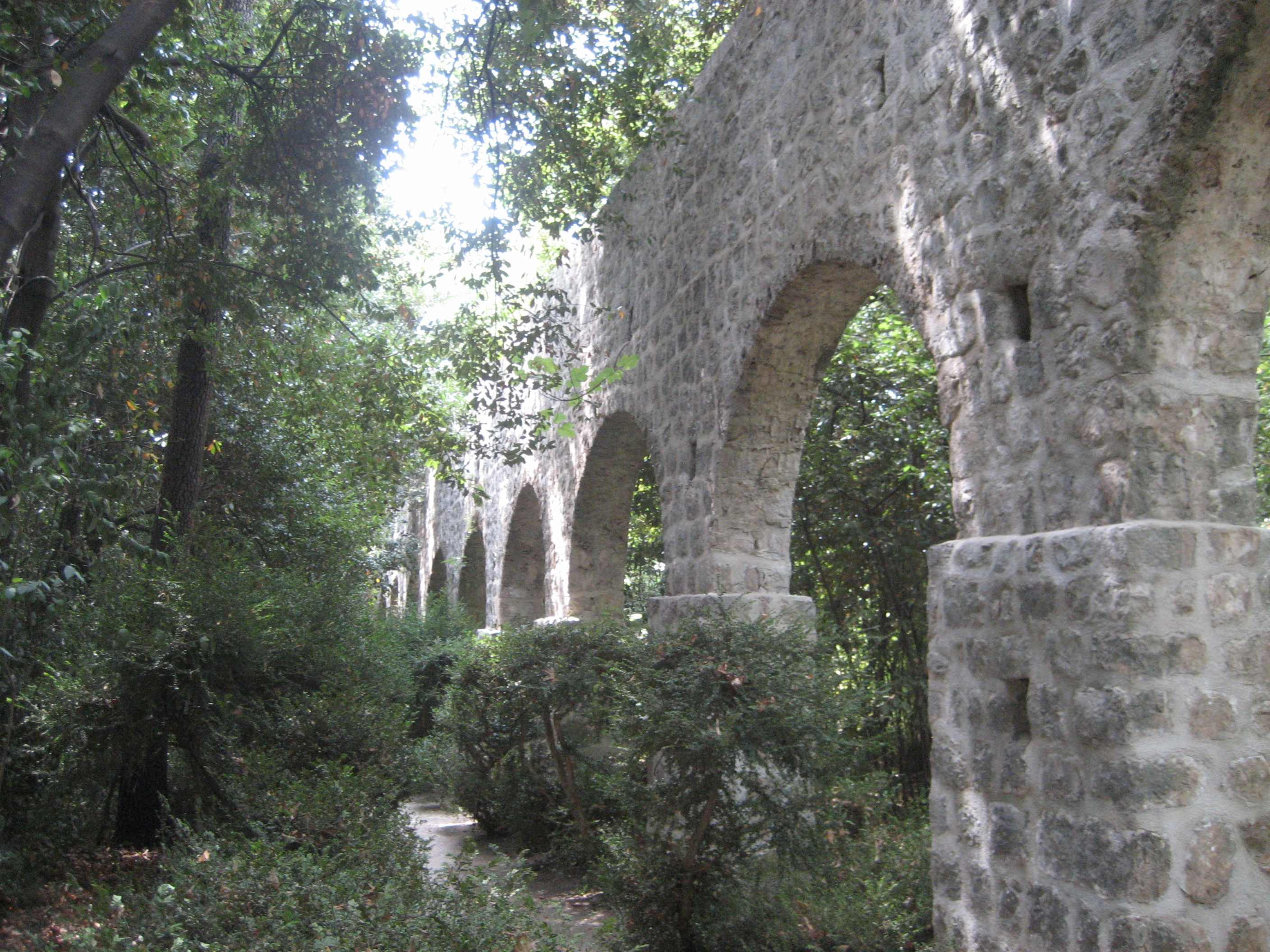
Aqueduc de l'arboretum de Trsteno.
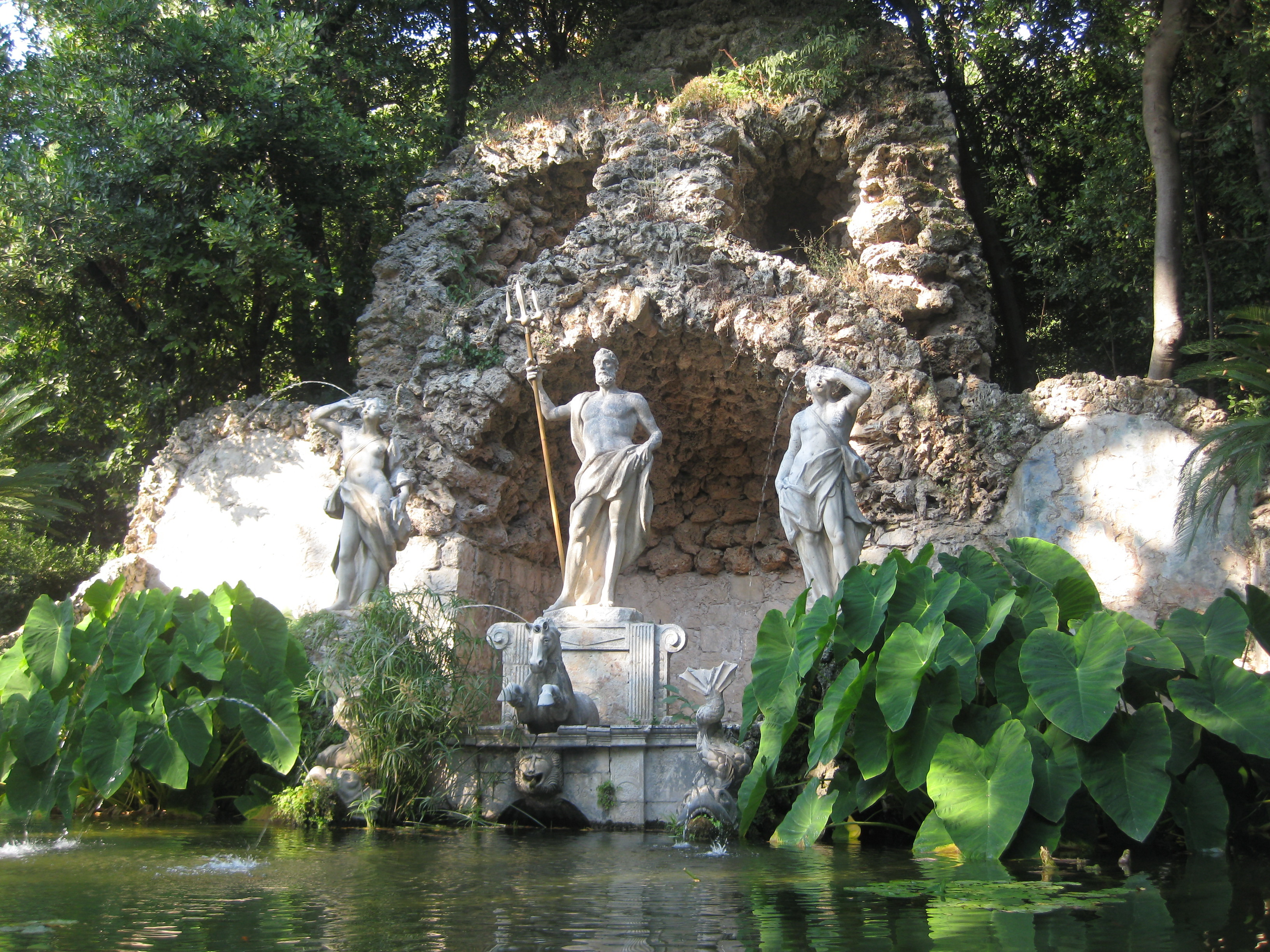
Fontaine de Neptune.